# Franklin (Idaho)
Franklin é uma cidade localizada no estado americano de Idaho, no Condado de Franklin.

## Demografia
Segundo o censo americano de 2000, a sua população era de 641 habitantes.
Em 2006, foi estimada uma população de 672, um aumento de 31 (4.8%).

## Geografia
De acordo com o United States Census Bureau tem uma área de
2,0 km², dos quais 2,0 km² cobertos por terra e 0,0 km² cobertos por água. Franklin localiza-se a aproximadamente 1400 m acima do nível do mar.

## Localidades na vizinhança
O diagrama seguinte representa as localidades num raio de 16 km ao redor de Franklin.